# 奧斯特羅維茨縣

50°56′N 21°24′E / 50.933°N 21.400°E
奧斯特羅維茨縣（波蘭語：Powiat ostrowiecki），是波蘭的縣份，位於該國中部，由聖十字省負責管轄，首府設於聖十字地區奧斯特羅維茨，面積616平方公里，2006年人口116,179，人口密度每平方公里190人。